# Pražákovo kvarteto

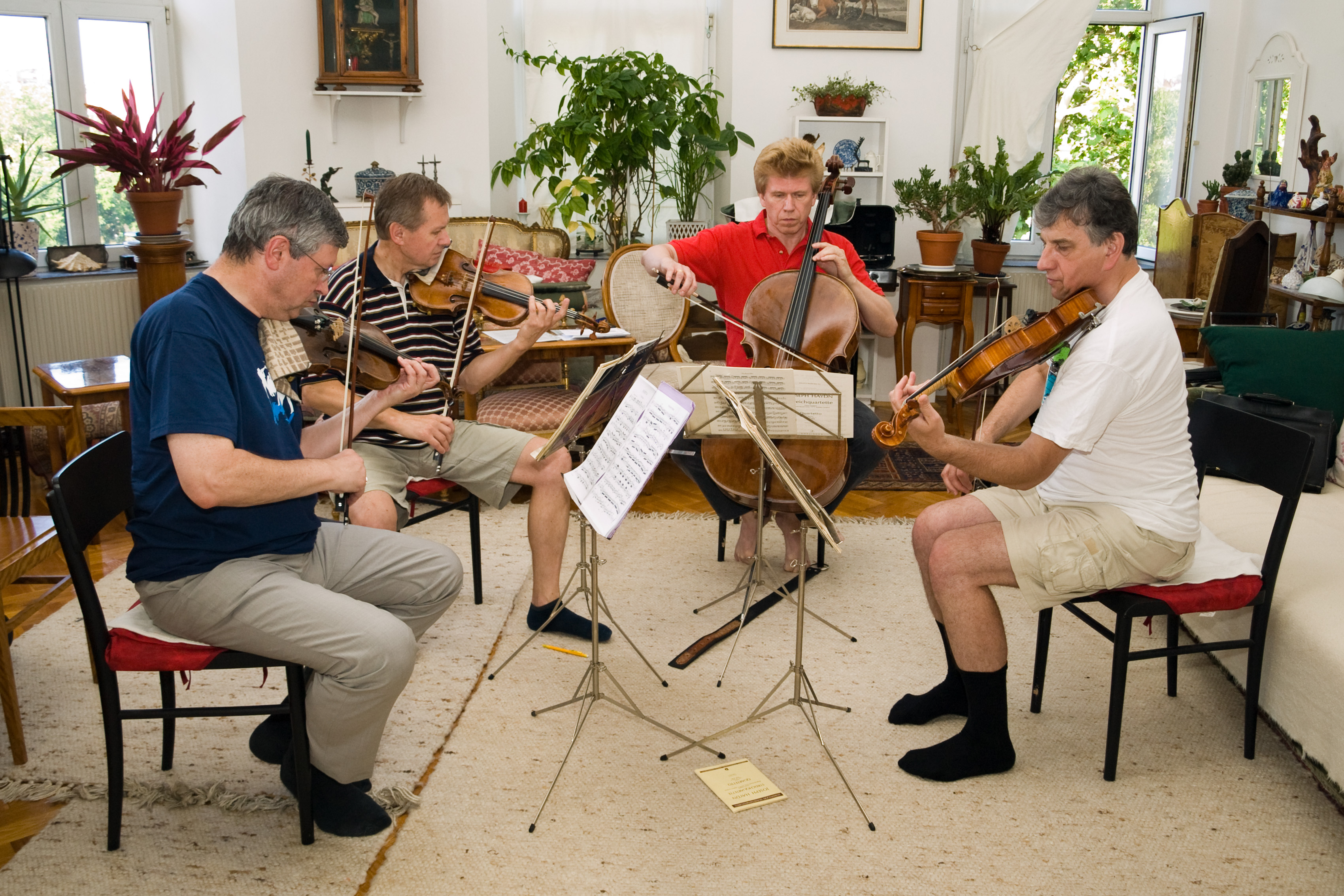
Pražákovo kvarteto při soukromé zkoušce v červnu 2011

Pražákovo kvarteto je české smyčcové kvarteto, které vzniklo v roce 1972.

## Obsazení a historie kvarteta
Na začátku 70. let se začalo na Pražské konzervatoři formovat Pražákovo kvarteto. Dnes[kdy?] hraje v tomto obsazení:
- 1. housle
  - 1974-2010: Václav Remeš
  - 2010-2015: Pavel Hůla
  - Od 2015: Jana Vonášková-Nováková
- 2. housle
  - 1974-2021: Vlastimil Holek
  - Od 2021: Marie Magdalena Fuxová
- viola
  - Josef Klusoň
- violoncello
  - 1974-1986: Josef Pražák
  - 1986-2021: Michal Kaňka
  - Od 2021: Pavel Jonáš Krejčí

V roce 1978 Pražákovo kvarteto získalo první ceny v interpretačních soutěžích v Kroměříži a v Evianu a o rok později vyhrálo soutěž Pražské jaro.
V roce 1986 se ze zdravotních důvodů vzdal náročně se rozvíjející kariéry violoncellista Josef Pražák, po němž nese soubor jméno. Připravený a sólisticky nadaný Michal Kaňka nastoupil místo něho a kvarteto pokračovalo pod původním jménem, ale s novým impulzem.
Na jaře roku 2010 soubor ze zdravotních důvodů opustil zakládající člen, primárius Václav Remeš, kterého nahradil dlouholetý primárius Kocianova kvarteta Pavel Hůla.